# 白嗣宏
白嗣宏（1937年10月17日—），中國當代作家、翻譯家，出生于河南灵宝。

## 生平
白嗣宏1955年畢業於上海市市東中學，1961年畢業於蘇聯國立列寧格勒大學語言文學系。1961-1988年歷任安徽藝術學院、合肥師範學院、安徽大學教師。1988年起任中國社會科學院外國文學研究所特約研究員，同年應聘赴蘇工作並移居莫斯科，曾任蘇聯新聞社出版社編審和蘇聯外交大學兼職教授。
俄羅斯作家協會設立了“舒克申獎章” ，以促進對舒克申的研究和譯介。2014年12月16日俄羅斯作家協會給中國作家白嗣宏頒發了“舒克申獎章”，獎勵白嗣宏評介和翻譯瓦西里·马卡罗维奇·舒克申的小說及電影劇本。
白嗣宏現居莫斯科，是歐洲華文作家協會會員。

## 寫作
俄羅斯文學、俄羅斯戲劇、俄羅斯國情三方面的研究和寫作。

## 獲獎
俄羅斯作家協會“舒克申獎章”

## 作品
- 《從東方走到西方》
- 《從集權到民主》
- 《民主的困惑》
- 《戲劇評論集》
- 《文學評論集》
- 譯作：《果戈理戲劇集》、《托爾斯泰戲劇集》、《蘇聯話劇史》等
- 翻译小說：《一年四季》、《現代傳奇》、《三夥伴》等
- 主編：《外國抒情小說選集》十二卷、《無產階級文化派資料選編》